# Lucius Neratius Marcellus
Lucius Neratius Marcellus est un sénateur romain des Ier et IIe siècles, consul suffect en 95 et éponyme en 129 et gouverneur impérial de Bretagne vers 101-103 pendant le règne de Trajan.

## Biographie

### Famille et relations
Sa famille est originaire de Saepinum dans le Samnium,, (près de la moderne Sepino) et descend de la famille de l'épouse de Labéon.
Son père est a priori Marcus Hirrius Fronto Neratius Pansa, consul suffect en 74 et gouverneur de Cappadoce-Galatie en 78-79, mais il est possible que cela la soit Lucius Neratius Priscus, consul suffect en 87. Dans ce cas, Marcus Neratius Pansa est son oncle et l'a adopté, lui et non son frère. Marcus Neratius Pansa a pour épouse une Vettia, peut-être la fille de Marcus Vettius Marcellus, un procurateur impérial.
Son frère est Lucius Neratius Priscus, consul suffect en 97 et gouverneur de Germanie inférieure puis de Pannonie entre 98 et 106. Il a aussi une sœur, ou une cousine, Neratia Pansina, peut-être la grand-mère maternelle de Lucius Corellius Pansa, consul éponyme en 122.
Il a peut-être pour première épouse Corellia Hispulla,, fille de Quintus Corellius Rufus, consul suffect en 78 et ami de Pline le Jeune. De cette union, serait alors né Lucius Corellius Pansa, le consul éponyme de 122. Neratius Marcellus laisse à sa mort une veuve, Domitia Vettilla, fille de Lucius Domitius Apollinaris, consul suffect en 97,.
Publius Neratius Marcellus, consul en 104, et Gaius Neratius Marcellus, consul suffect en juillet 129, peut-être aussi ses frères.
Il a un neveu, Lucius Neratius Priscus, consul suffect vers 121/122.

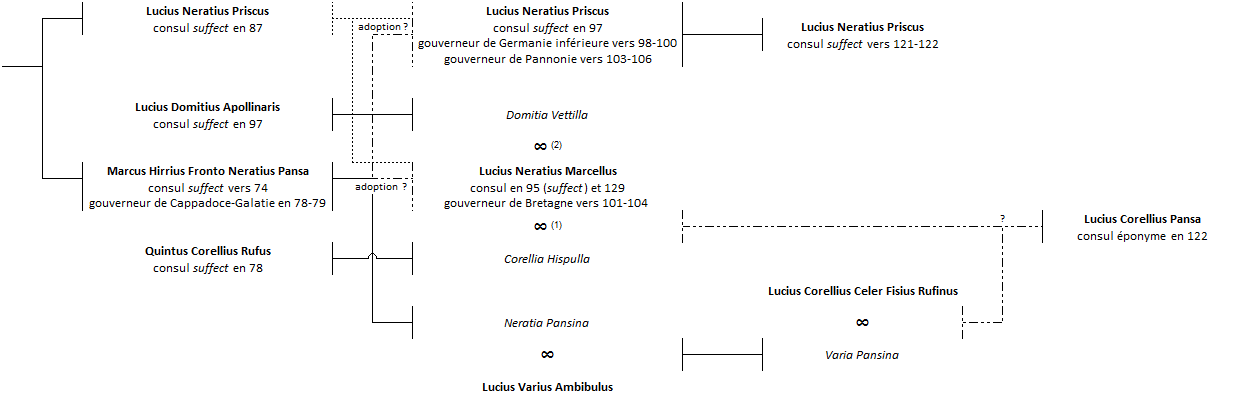
La famille des Neratii sous les Flaviens et le début des Antonins. Arbre non exhaustif.

C'est un ami de Pline le Jeune, qui est lui-même très lié à Corellia Hispulla. Neratius Marcellus a obtenu pour Suétone, sur demande de Pline, le tribunat militaire,. Pline trouve un précepteur au fils de Corellia Hispulla, vraisemblablement Lucius Corellius Pansa, et déclare dans sa lettre que « son oncle et son père se sont fait remarquer par des mérites éclatants, ».

### Carrière
La famille des Neratii entre au Sénat sous le règne de Vespasien,. Il s'agit là de Marcus Hirrius Fronto Neratius Pansa et de Neratius Marcellus, inter praetorios adlectus pendant la censure conjointe de 73/74 de l'empereur et de son fils Titus, mais a priori pas des Neratii Prisci.
À la fin du règne de Domitien, en l'an 95, il est consul suffect,, remplaçant alors l'empereur dans cette fonction.
Au début du règne de Trajan, il est curateur des eaux autour de 101 puis devient gouverneur (légat d'Auguste propréteur) de Bretagne vers 100/101 à 103/104,,. On est certain qu'il l'est en l'an 103, et il a probablement remplacé Titus Avidius Quietus qui quitte sa charge vers 100.
Il est peut-être proconsul d'Afrique en 111/112. Il est par ailleurs membre du collège des Quindecemviri sacris faciundis.
Enfin, il est consul éponyme en l'an 129, pendant le règne d'Hadrien,, aux côtés de Publius Iuventius Celsus.